# Annie ou la Fin de l'innocence
Pour plus de détails, voir Fiche technique et Distribution.
Annie ou la Fin de l'innocence (La fine dell'innocenza) est un drame érotique britanno-italien réalisé par Massimo Dallamano et sorti en 1976.

## Synopsis
Après avoir passé quelques années dans un prestigieux pensionnat de jeunes filles, l'orpheline Annie part en vacances à Hong Kong avec Michael. Celui-ci se fait passer pour son père mais il est en réalité son amant. Sur place, Annie comprend que Michael est un faux-monnayeur quand il se fait arrêter. Laissée seule et éloignée de l'hôtel où elle logeait, Annie trouve l'hospitalité chez Angelo et Linda, un riche couple local. Le couple l'entraîne dans des pratiques sexuelles de groupe avec certains de leurs amis. Mais sa rencontre avec Sarah, une nonne bouddhiste, est décisive pour reprendre sa vie en main. Sarah va lui faire prendre confiance en elle, cesser se voir comme un simple objet sexuel et lui permettre enfin de dire à Angelo d'aller au diable. 

## Fiche technique
- Titre français : Annie ou la Fin de l'innocence[1]
- Titre original italien : La fine dell'innocenza[2]
- Titre anglais : Blue Belle
- Réalisation : Massimo Dallamano
- Scenario : Massimo Dallamano, Marcello Coscia
- Photographie :	Franco Delli Colli (it)
- Montage : Angelo Curi
- Musique : Franco Bixio, Fabio Frizzi, Vince Tempera
- Décors : Uberto Bertacca
- Costumes : Uberto Bertacca
- Maquillage : Oretta Melaranci
- Production : Fulvio Lucisano, Harry Alan Towers
- Société de production : Coralta Cinematografica, Italian International Film, Barongreen
- Pays de production :  Italie -  Royaume-Uni
- Langue originale : Italien
- Format : Couleurs par Telecolor - 1,85:1 - Son mono - 35 mm
- Durée : 81 minutes
- Genre : Drame érotique, récit initiatique
- Dates de sortie :
  - Italie : 19 février 1976
  - Espagne : février 1976
  - France : 6 juillet 1977[1]

## Distribution
- Annie Belle : Annie
- Rik Battaglia : inspecteur de police
- Ines Pellegrini : Sarah
- Linda Slade : Caroline
- Tim Street : Harry
- Ted Thomas : George
- Patrizia Banti : Su
- Enrico Beruschi : cycliste voyeur
- Massimo Dallamano : l'homme des montagnes
- Ciro Ippolito : Angelo
- Felicity Devonshire : Linda
- Charles Fawcett : Michael
- Al Cliver : Philip
- Maria Rohm : Susan
- Linda Ho : Geneviève
- Charlie Chan Yiu-Lam : Chen